# Jean Chousat

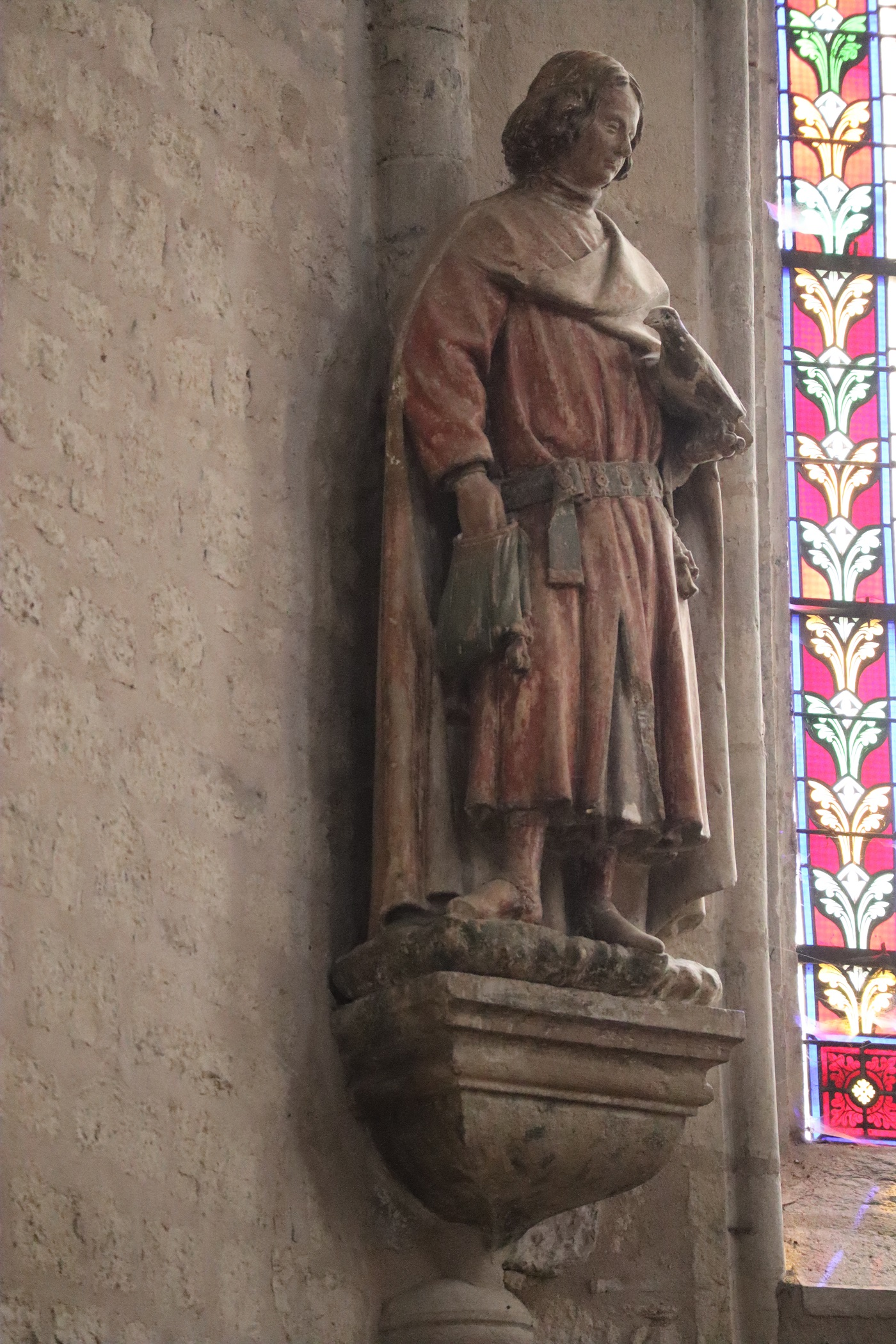
Standbeeld van Jean Chousat in de Collegiale Sint-Hippolytus

Jean Chousat (Poligny, ? - ?, 1433) was een 15e-eeuwse Bourgondische politicus.
Chousat was lid van de Raad van Bourgondië en Maître des Comptes (minister van Financiën). Hij werd ook uitgezonden naar het Franse hof als ambassadeur van de hertog van Bourgondië. Daarnaast was hij ook gouverneur van de zoutziederij (Grande-Saunerie) van Salins-les-Bains.
Chousat vergaarde een groot fortuin. Hij deed grote schenkingen voor de stichting van kloosters en hij bekostigde de helft van de bouw van de Collegiale Sint-Hippolytus in Poligny. Daar liet hij ook een beeld van zichzelf plaatsen.